# 布氏鼠耳蝠
布氏鼠耳蝠（学名：Myotis brandti）为蝙蝠科鼠耳蝠属的动物。在中国大陆，分布于西藏、东北等地。该物种的模式产地在俄罗斯乌拉尔山。